# ジロ・デ・イタリア2020
ジロ・デ・イタリア2020は、ジロ・デ・イタリアの103回目の大会。当初は5月9日〜5月31日の開催が予定されていたが、新型コロナウィルスの感染拡大の影響で延期され、10月3日〜10月25日の日程で開催された。

## 参加チーム
| ワールドチーム (19)- AG2R La Mondiale - Astana - Bora-Hansgrohe - CCC Team - Cofidis - Deceuninck-Quick Step - EF Pro Cycling - Groupama-FDJ - Israel Start-Up Nation - Lotto Soudal - Mitchelton-Scott - Movistar Team - NTT Pro Cycling - Bahrain McLaren - Ineos Grenadiers - Jumbo-Visma - Team Sunweb - Trek-Segafredo - UAE Team Emirates プロチーム (3)- Androni Giocattoli-Sidermec - Bardiani CSF Faizanè - Vini Zabù-KTM |
| |

## 日程
| ステージ | 開催日   | コース                                                    | type                         | 距離 (km) | ステージ勝者           | 全体リーダー           |
| -------- | -------- | --------------------------------------------------------- | ---------------------------- | --------- | ---------------------- | ---------------------- |
| 1        | 10月03日 | モンレアーレ – パレルモ                                   | 個人タイムトライアルステージ | 15.1      | フィリッポ・ガンナ     | フィリッポ・ガンナ     |
| 2        | 10月04日 | アルカモ – アグリジェント                                 | 丘陵ステージ                 | 149       | ディエゴ・ウリッシ     | フィリッポ・ガンナ     |
| 3        | 10月05日 | エンナ – エトナ火山                                       | 山岳ステージ                 | 150       | ホナタン・カイセド     | ジョアン・アルメイダ   |
| 4        | 10月06日 | カターニア – ヴィッラフランカ・ティッレーナ               | 平坦ステージ                 | 140       | アルノー・デマール     | ジョアン・アルメイダ   |
| 5        | 10月07日 | ミレート – Camigliatello Silano                           | 中間ステージ                 | 225       | フィリッポ・ガンナ     | ジョアン・アルメイダ   |
| 6        | 10月08日 | カストロヴィッラリ – マテーラ                             | 平坦ステージ                 | 188       | アルノー・デマール     | ジョアン・アルメイダ   |
| 7        | 10月09日 | マテーラ – ブリンディジ                                   | 平坦ステージ                 | 143       | アルノー・デマール     | ジョアン・アルメイダ   |
| 8        | 10月10日 | ジョヴィナッツォ – ヴィエステ                             | 中間ステージ                 | 200       | アレックス・ダウセット | ジョアン・アルメイダ   |
| 9        | 10月11日 | サン・サルヴォ – ロッカラーゾ                             | 山岳ステージ                 | 207       | ルーベン・ゲレイロ     | ジョアン・アルメイダ   |
|          | 10月12日 | 休息日                                                    | Jour de repos                |           |                        |                        |
| 10       | 10月13日 | ランチャーノ – トルトレート                               | 中間ステージ                 | 177       | ペーター・サガン       | ジョアン・アルメイダ   |
| 11       | 10月14日 | ポルト・サンテルピーディオ – リミニ                       | 平坦ステージ                 | 182       | アルノー・デマール     | ジョアン・アルメイダ   |
| 12       | 10月15日 | チェゼナーティコ – チェゼナーティコ                       | 中間ステージ                 | 204       | ジョナタン・ナルバエス | ジョアン・アルメイダ   |
| 13       | 10月16日 | チェルヴィア – モンセーリチェ                             | 丘陵ステージ                 | 192       | ディエゴ・ウリッシ     | ジョアン・アルメイダ   |
| 14       | 10月17日 | コネリアーノ – ヴァルドッビアーデネ                       | 個人タイムトライアルステージ | 34.1      | フィリッポ・ガンナ     | ジョアン・アルメイダ   |
| 15       | 10月18日 | リボルト空軍基地 – ピアンカヴァッロ                       | 山岳ステージ                 | 185       | テイオ・ゲイガンハート | ジョアン・アルメイダ   |
|          | 10月19日 | 休息日                                                    | Jour de repos                |           |                        |                        |
| 16       | 10月20日 | ウーディネ – サン・ダニエーレ・デル・フリウーリ           | 中間ステージ                 | 229       | ヤン・トラトニク       | ジョアン・アルメイダ   |
| 17       | 10月21日 | バッサーノ・デル・グラッパ – マドンナ・ディ・カンピーリオ | 山岳ステージ                 | 203       | ベン・オコナー         | ジョアン・アルメイダ   |
| 18       | 10月22日 | ピンツォーロ – Bacino di San Giacomo                      | 山岳ステージ                 | 207       | ジャイ・ヒンドレー     | ウィルコ・ケルダーマン |
| 19       | 10月23日 | アッビアテグラッソ – アスティ                             | 平坦ステージ                 | 124.5     | ヨーゼフ・チェルニー   | ウィルコ・ケルダーマン |
| 20       | 10月24日 | アルバ – セストリエーレ                                   | 山岳ステージ                 | 190       | テイオ・ゲイガンハート | ジャイ・ヒンドレー     |
| 21       | 10月25日 | チェルヌスコ・スル・ナヴィーリオ – ミラノ                 | 個人タイムトライアルステージ | 15.7      | フィリッポ・ガンナ     | テイオ・ゲイガンハート |

## 各賞の変遷
| 区間     | 区間勝者               | 総合首位               | ポイント賞         | 山岳賞                       | 新人賞                 | チーム総合首位                   |
| -------- | ---------------------- | ---------------------- | ------------------ | ---------------------------- | ---------------------- | -------------------------------- |
| 1        | フィリッポ・ガンナ     | フィリッポ・ガンナ     | フィリッポ・ガンナ | リック・ツァベル             | フィリッポ・ガンナ     | イネオス・グレナディアス         |
| 2        | ディエゴ・ウリッシ     | フィリッポ・ガンナ     | ディエゴ・ウリッシ | ペテル・サガン               | フィリッポ・ガンナ     | イネオス・グレナディアス         |
| 3        | ホナタン・カイセド     | ジョアン・アルメイダ   | ディエゴ・ウリッシ | ホナタン・カイセド           | ジョアン・アルメイダ   | ドゥクーニンク・クイックステップ |
| 4        | アルノー・デマール     | ジョアン・アルメイダ   | ペテル・サガン     | ホナタン・カイセド           | ジョアン・アルメイダ   | ドゥクーニンク・クイックステップ |
| 5        | フィリッポ・ガンナ     | ジョアン・アルメイダ   | ペテル・サガン     | フィリッポ・ガンナ           | ジョアン・アルメイダ   | ドゥクーニンク・クイックステップ |
| 6        | アルノー・デマール     | ジョアン・アルメイダ   | アルノー・デマール | フィリッポ・ガンナ           | ジョアン・アルメイダ   | ドゥクーニンク・クイックステップ |
| 7        | アルノー・デマール     | ジョアン・アルメイダ   | アルノー・デマール | フィリッポ・ガンナ           | ジョアン・アルメイダ   | ドゥクーニンク・クイックステップ |
| 8        | アレックス・ダウセット | ジョアン・アルメイダ   | アルノー・デマール | フィリッポ・ガンナ           | ジョアン・アルメイダ   | イネオス・グレナディアス         |
| 9        | ルーベン・ゲレイロ     | ジョアン・アルメイダ   | アルノー・デマール | ルーベン・ゲレイロ           | ジョアン・アルメイダ   | イネオス・グレナディアス         |
| 10       | ペテル・サガン         | ジョアン・アルメイダ   | アルノー・デマール | ルーベン・ゲレイロ           | ジョアン・アルメイダ   | イネオス・グレナディアス         |
| 11       | アルノー・デマール     | ジョアン・アルメイダ   | アルノー・デマール | ルーベン・ゲレイロ           | ジョアン・アルメイダ   | イネオス・グレナディアス         |
| 12       | ジョナタン・ナルバエス | ジョアン・アルメイダ   | アルノー・デマール | ルーベン・ゲレイロ           | ジョアン・アルメイダ   | イネオス・グレナディアス         |
| 13       | ディエゴ・ウリッシ     | ジョアン・アルメイダ   | アルノー・デマール | ルーベン・ゲレイロ           | ジョアン・アルメイダ   | イネオス・グレナディアス         |
| 14       | フィリッポ・ガンナ     | ジョアン・アルメイダ   | アルノー・デマール | ルーベン・ゲレイロ           | ジョアン・アルメイダ   | イネオス・グレナディアス         |
| 15       | テイオ・ゲイガンハート | ジョアン・アルメイダ   | アルノー・デマール | ジョヴァンニ・ヴィスコンティ | ジョアン・アルメイダ   | イネオス・グレナディアス         |
| 16       | ヤン・トラトニク       | ジョアン・アルメイダ   | アルノー・デマール | ジョヴァンニ・ヴィスコンティ | ジョアン・アルメイダ   | イネオス・グレナディアス         |
| 17       | ベン・オコナー         | ジョアン・アルメイダ   | アルノー・デマール | ルーベン・ゲレイロ           | ジョアン・アルメイダ   | イネオス・グレナディアス         |
| 18       | ジャイ・ヒンドリー     | ウィルコ・ケルデルマン | アルノー・デマール | ルーベン・ゲレイロ           | ジャイ・ヒンドリー     | イネオス・グレナディアス         |
| 19       | ヨーセフ・チェルニー   | ウィルコ・ケルデルマン | アルノー・デマール | ルーベン・ゲレイロ           | ジャイ・ヒンドリー     | イネオス・グレナディアス         |
| 20       | テイオ・ゲイガンハート | ジャイ・ヒンドリー     | アルノー・デマール | ルーベン・ゲレイロ           | ジャイ・ヒンドリー     | イネオス・グレナディアス         |
| 21       | フィリッポ・ガンナ     | テイオ・ゲイガンハート | アルノー・デマール | ルーベン・ゲレイロ           | テイオ・ゲイガンハート | イネオス・グレナディアス         |
| 最終成績 | 最終成績               | テイオ・ゲイガンハート | アルノー・デマール | ルーベン・ゲレイロ           | テイオ・ゲイガンハート | イネオス・グレナディアス         |

## 最終総合成績
| \| 総合順位 \| 総合順位 \| 総合順位 \| 総合順位 \| 総合順位 \| \| 選手 \| 選手 \| チーム \| 時間 \| \| \| -------- \| ---------------------------- \| --------------------- \| -------------- \| -------- \| \| 1. \| テイオ・ゲイガンハート \| Ineos Grenadiers \| 85時間40分21秒 \| \| \| 2. \| ジャイ・ヒンドレー \| Team Sunweb \| + 39秒 \| \| \| 3. \| ウィルコ・ケルダーマン \| Team Sunweb \| + 1分29秒 \| \| \| 4. \| ジョアン・アルメイダ \| Deceuninck-Quick Step \| + 2分57秒 \| \| \| 5. \| ペリョ・ビルバオ \| Bahrain McLaren \| + 3分09秒 \| \| \| 6. \| ヤコブ・フルサン \| Astana \| + 7分02秒 \| \| \| 7. \| ヴィンチェンツォ・ニバリ \| Trek-Segafredo \| + 8分15秒 \| \| \| 8. \| パトリック・コンラッド \| Bora-Hansgrohe \| + 8分42秒 \| \| \| 9. \| ファウスト・マスナーダ \| Deceuninck-Quick Step \| + 9分57秒 \| \| \| 10. \| ヘルマン・ペルンシュタイナー \| Bahrain McLaren \| + 11分05秒 \| \| |                              |                       |                |
| |                              |                       |                |
| 出典: ProCyclingStats |                              |                       |                |
| 総合順位 |                              |                       |                |
| 選手 | 選手                         | チーム                | 時間           |
| 1. | テイオ・ゲイガンハート       | Ineos Grenadiers      | 85時間40分21秒 |
| 2. | ジャイ・ヒンドレー           | Team Sunweb           | + 39秒         |
| 3. | ウィルコ・ケルダーマン       | Team Sunweb           | + 1分29秒      |
| 4. | ジョアン・アルメイダ         | Deceuninck-Quick Step | + 2分57秒      |
| 5. | ペリョ・ビルバオ             | Bahrain McLaren       | + 3分09秒      |
| 6. | ヤコブ・フルサン             | Astana                | + 7分02秒      |
| 7. | ヴィンチェンツォ・ニバリ     | Trek-Segafredo        | + 8分15秒      |
| 8. | パトリック・コンラッド       | Bora-Hansgrohe        | + 8分42秒      |
| 9. | ファウスト・マスナーダ       | Deceuninck-Quick Step | + 9分57秒      |
| 10. | ヘルマン・ペルンシュタイナー | Bahrain McLaren       | + 11分05秒     |